# Femina-Palast
Der Femina-Palast (femina lateinisch = Frau, auch: Haus Nürnberg, bis Mitte 2021 Ellington Hotel) in Berlin ist ein denkmalgeschütztes Gebäude im Ortsteil Schöneberg des Bezirks Tempelhof-Schöneberg. Der viergeschossige Gebäudekomplex an der Nürnberger Straße 50–56 entstand in den Jahren 1928–1931. In seiner wechselvollen Geschichte war er auch stets ein beliebter Anziehungspunkt im Berliner Nachtleben.

## Geschichte
Das Haus wurde im Auftrag des jüdischen Geschäftsmanns Heinrich Liemann nach Plänen von Richard Bielenberg und Josef Moser errichtet. Der 150 Meter lange Bau stellt einen der wichtigsten Vertreter der Neuen Sachlichkeit in Berlin dar. Horizontale Fassadengestaltung, abgerundete Erker und Vorsprünge bilden eine Einheit mit der ansonsten glatten Fassade. Ähnliche Bauwerke in Berlin sind das Mossehaus (1921 bis 1923 Umbau von Erich Mendelsohn und Richard Neutra, ersterem wird der Femina-Palast auch manchmal fälschlich zugeschrieben) das Kathreiner-Haus (1928 bis 1930 von Bruno Paul) oder das Shell-Haus (1930 bis 1932 von Emil Fahrenkamp). Unter der Straße verläuft seit 1913 die Linie U3 („Wilmersdorfer Bahn“) der U-Bahn, was eine besondere Ausführung von Fundament und Kellerräumen erforderte. Auf dem angrenzenden Grundstück Nürnberger Straße 57–59 befand sich der Tauentzienpalast.
Das Haus war als Bürogebäude mit einer Ladenfront im Erdgeschoss konzipiert. Eine besondere Attraktion war der integrierte Ballsaal, der unter dem Namen Femina-Palast einer der beliebtesten Tanzsäle der 1930er Jahre wurde. Stilistisch waren dort Art déco und Bauhausstil miteinander kombiniert.
In den Büroetagen befand sich die Monopolverwaltung für Branntwein.
Da im Zweiten Weltkrieg lediglich der Ballsaal im Quergebäude zerstört worden war, nutzte Hertie bzw. dessen nahegelegene Filiale KaDeWe den Femina-Palast als Notverkauf bis Mitte 1950. Das Künstlerkabarett Die Badewanne bestand ab Mitte 1949 bis Ende des Jahres in einem Kellerraum der Femina-Bar. In der Nachfolge entwickelte sich der Ort zum bekanntesten Jazz-Club Berlins. Selbst amerikanische Jazzgrößen wie Count Basie, Ella Fitzgerald oder Duke Ellington waren hier zu Gast. Die Badewanne war auch der erste Auftrittsort des Kabaretts Die Stachelschweine.
Von 1950 bis 1957 befand sich im Gebäude das Cinema im Tauentzienpalast. Von 1978 bis 1993 befand sich die Diskothek Dschungel in der Hausnummer 53 des Gebäudes und war ein fester Bestandteil des West-Berliner Nachtlebens.
In den Büroetagen war bis 1996 die Berliner Finanzverwaltung mit der Landeshauptkasse Berlin untergebracht. Nach deren Auszug stand das Gebäude einschließlich der Ladengeschäfte leer.
Nach neunjährigem Leerstand unterzeichnete im September 2005 der Bezirk Tempelhof-Schöneberg einen Vertrag zur Umnutzung des denkmalgeschützten Gebäudes. Die neuen Eigentümer Julian und Ekkehard Streletzki schufen gemeinsam mit der Ideal-Lebensversicherung ein 4-Sterne-Hotel, das am 15. März 2007 eröffnet wurde. Die Fassade und die Innenstruktur des Hauses blieben bei dem von den Architekten Reuter & Schoger geleiteten Umbau weitestgehend erhalten.
Das Ellington Hotel schloss im August 2021. Im Herbst 2021 wurde das Gebäude an die Signa-Gruppe verkauft, die es hauptsächlich in Büroräume umbaut. Das Konzept sieht zudem auf zwei Geschossen Gastronomie und Veranstaltungsflächen einschließlich eines Ballsaals sowie im Erdgeschoss Einzelhandel vor. Es soll direkte Verbindungen über einen begrünten Hof zum KaDeWe und zum künftigen Geschäfts- und Bürokomplex „No.1 Passauer“ geben. Die Fertigstellung ist für 2024 geplant. Aufgrund finanzieller Schwierigkeiten von Signa wurden jedoch im November 2023 alle Bauprojekte der Gruppe in Berlin gestoppt. Am 8. Januar 2024 beantragte die Projektgesellschaft des Femina-Palastes die Eröffnung eines Insolvenzverfahrens.